# Anna Babińska
Anna Monika Babińska – polska lekarz, doktor habilitowany nauk medycznych i nauk o zdrowiu, adiunkt na Gdańskim Uniwersytecie Medycznym, specjalistka od chorób wewnętrznych.

## Kariera naukowa
W 1994 roku na Gdańskim Uniwersytecie Medycznym uzyskała tytuł lekarza. W 1996 roku została zatrudniona na tejże uczelni, a w 2005 roku uzyskała na jej Wydziale Lekarskim stopień doktora nauk medycznych na podstawie rozprawy pt. Analiza kliniczna, histopatologiczna i immunohistochemiczna chorych z przypadkowo wykrytym guzem nadnerczy, której promotorem był Krzysztof Sworczak. W 2020 roku ta sama uczelnia nadała jej stopień doktora habilitowanego nauk medycznych na podstawie pracy pt. Rola wybranych adipokin i cytokin oraz receptorów dla adiponektyny i leptyny w etiopatogenezie guzów nadnerczy.